# ژینگ شوپینگ
ژینگ شوپینگ (به چینی: 经叔平) (زاده ۱۷ ژوئیه ۱۹۱۸ - درگذشته ۱۴ سپتامبر ۲۰۰۹) کارآفرین، بانکدار و بازرگان چینی بود، که در سال ۱۹۹۶ چاینا مینشنگ بانک را به عنوان نخستین بانک خصوصی چین، تأسیس نمود.